# Knollige Kratzdistel
Die Knollige Kratzdistel (Cirsium tuberosum), auch Knollen-Kratzdistel genannt, ist eine Pflanzenart aus der Gattung der Kratzdisteln (Cirsium) innerhalb der Familie der Korbblütler (Asteraceae).

## Beschreibung

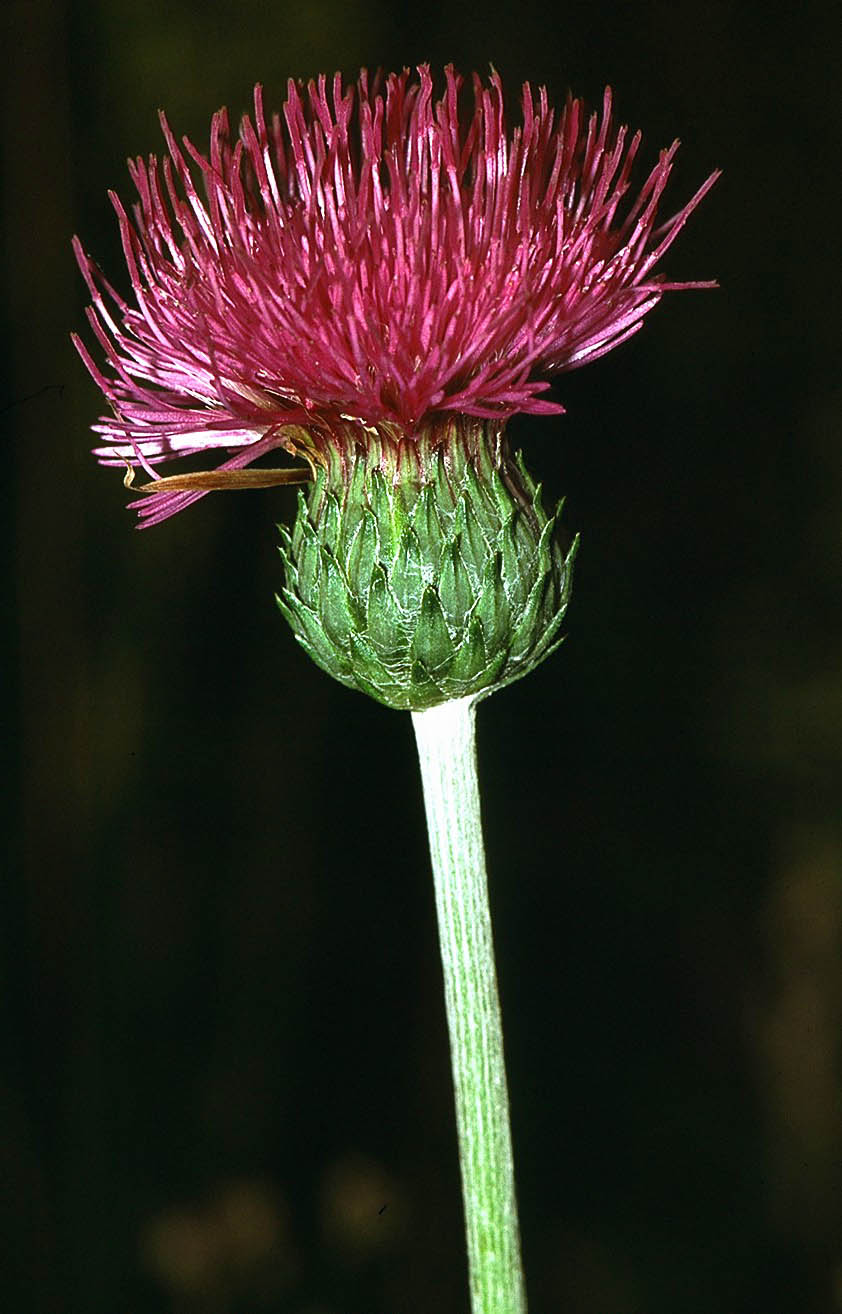
Blütenkorb

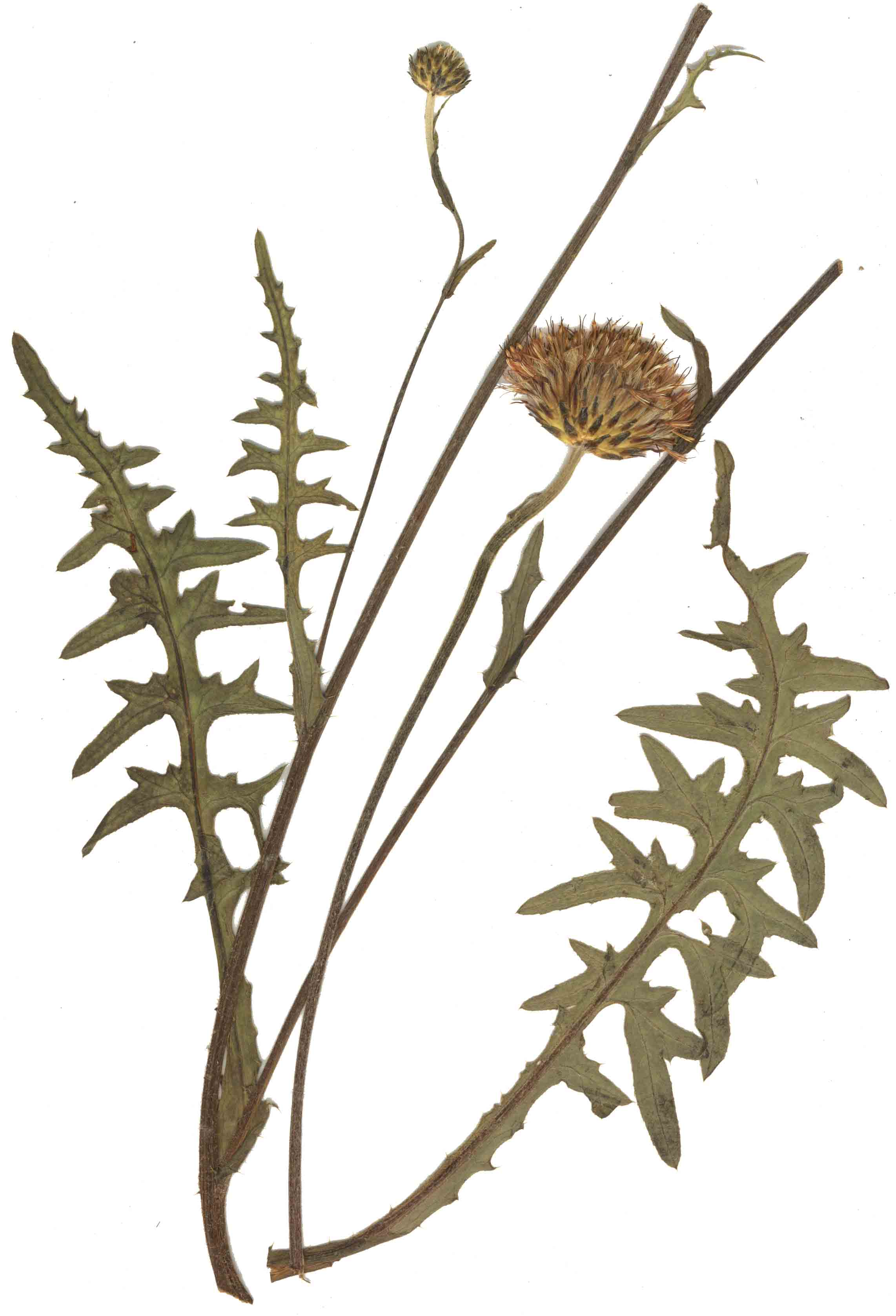
Herbarbeleg

### Vegetative Merkmale
Bei der Knolligen Kratzdistel handelt es sich um eine ausdauernde krautige Pflanze, die Wuchshöhen von meist 40 bis 150 Zentimetern erreicht. Die Wurzelfasern sind zu einer spindelförmigen Knolle verwachsen. Der ungeflügelte, spinnwebig behaarte Stängel wächst aufrecht, ist ein- bis dreikörbig und besitzt sehr selten auch oberhalb der Mitte ein kleines Laubblatt. Die tief fiederspaltigen Laubblätter besitzen lanzettliche, zwei- bis dreispaltige Zipfel, sind auf der Unterseite etwas spinnwebig-wollig behaart und am Rande dornig gewimpert. Sie sind auf beiden Seiten grün und laufen nicht am Stängel herab. Die unteren Blätter sind in einen am Grund erweiterten und oft zwei lanzettliche Öhrchen tragenden Stiel zusammengezogen; die mittleren sind vor dem Grund verschmälert, dann scheidig erweitert und stängelumfassend sitzend; die oberen sind mit stängelumfassendem Grund sitzend.

### Generative Merkmale
Die Blütenzeit liegt vorwiegend in den Monaten Juli und August. Die einzeln auf verlängerten Blütenkorbschäften stehenden Blütenkörbe weisen einen Durchmesser von 2 bis 3,5 Zentimetern auf. Die Hülle ist bauchig-kugelig. Die locker anliegenden Hüllblätter sind eilänglich oder länglich, nach oben nur wenig verschmälert, stumpflich mit plötzlich aufgesetzter Stachelspitze und an ihrer Basis spinnwebig filzig behaart und tragen auf dem Rücken eine zarten Harzstriemen. Die Blütenkrone ist purpurfarben, sehr selten auch hell-rot oder weiß. Die Blüten sind 15 bis 20 Millimeter lang.
Die Achänen sind 3 Millimeter lang. Ihr Pappus ist über 1 Zentimeter lang. Die Pappusborsten sind am oberen Ende verdickt.
Die Chromosomenzahl beträgt 2n = 34.

## Ökologie
Die Knollige Kratzdistel ist Wirtspflanze der Pilzarten Cystopus tragopogonis und Puccinia cirsii. Als Erzeuger von Gallen wird eine Art der Bohrfliegen (Tephritis) festgestellt.

## Vorkommen
Cirsium tuberosum kommt in West-, Süd- und Mitteleuropa vor. Sie kommt in Mitteleuropa meist selten vor. Es gibt Fundortangaben für Spanien, Frankreich, Großbritannien, Belgien, Deutschland, die Schweiz, Österreich, Italien und Kroatien. In Deutschland ist die Knollige Kratzdistel nur im mittleren und südlichen Gebiet zerstreut bis selten zu finden und In Deutschland gilt als gefährdet. In Österreich ist die Knollige Kratzdistel, die früher in Tirol vorkam, inzwischen verschollen. In der Schweiz ist sie selten hauptsächlich im Jura zu finden.
Die Knollige Kratzdistel wächst in Moorwiesen, an Gebüschrändern, auf Halbtrockenrasen, an Ufern und Grabenrändern. Sie gedeiht am besten auf mehr oder weniger feuchten, mehr oder weniger kalkhaltigen, humosen, sandig-tonigen oder torfigen Böden. Sie ist in Mitteleuropa eine Charakterart des Cirsio-tuberosi-Molinietum aus dem Verband des Molinion, kommt aber auch in wechseltrockenen Gesellschaften des Mesobromion oder in Gesellschaften des Verbands Geranion sanguinei oder Berberidion vor.
Die Knollige Kratzdistel ist ein Wechselfeuchtigkeitszeiger.
Die ökologischen Zeigerwerte nach Landolt et al. 2010 sind in der Schweiz: Feuchtezahl F = 3+w (feucht aber mäßig wechselnd), Lichtzahl L = 3 (halbschattig), Reaktionszahl R = 4 (neutral bis basisch), Temperaturzahl T = 3+ (unter-montan und ober-kollin), Nährstoffzahl N = 2 (nährstoffarm), Kontinentalitätszahl K = 3 (subozeanisch bis subkontinental).